# Singapur en los Juegos Olímpicos de Múnich 1972
Singapur estuvo representado en los Juegos Olímpicos de Múnich 1972 por siete deportistas, cinco hombres y dos mujeres, que compitieron en tres deportes.
La portadora de la bandera en la ceremonia de apertura fue la nadadora Pat Chan. El equipo olímpico singapurense no obtuvo ninguna medalla en estos Juegos.